# Russische dambond
De Russische Dambond (Russisch: Федерация шашек России) is de nationale dambond van Rusland en aangesloten bij de FMJD en de EDC. 
De bond is in 1992 opgericht als opvolger (in formele zin als doorstart)  van de Dambond van de Sovjet-Unie. 
De bond organiseert jaarlijks het Russisch kampioenschap en regelmatig internationale kampioenschappen zoals het wereldkampioenschap in  2001 en 2013, het Europees kampioenschap in 2018 en matches om het wereldkampioenschap waar de Russische wereldtoppers Aleksandr Georgiejev, Aleksandr Schwarzman en Aleksej Tsjizjov in meespelen.